# Charles Ambt
Georg Christian Charles Ambt (født 24. februar 1847 i Kbh., død 15. juli 1919 sammesteds) var stadsingeniør i København fra 1886. I 1902 blev Ambt generaldirektør for statsbanerne. Hans søn Einar Ambt blev arkitekt.

## Kloakering
Hans virksomhed knytter sig væsentligst til brolægnings- og vejvæsenet i København, ved hvilket han 1869 blev ansat som assistent, i 1875 som viceinspektør og i 1886 som inspektør. Den falder i en periode, i hvilken byen ved sløjfningen af de gamle volde er undergået forandringer efter en hidtil ukendt målestok. Fæstningsterrænets omdannelse med anlæg af store nye kvarterer, betydelige ændringer og udvidelser af det den gang til dels projekterede og kun påbegyndte kloaksystem, bygningsforetagender som anlægget af den nye bro over Peblingesøen osv. er arbejder, hvorved Ambt har haft den egentlige hovedindflydelse, og hvorved han har løst de ham stillede betydningsfulde og vanskelige opgaver med almindelig anerkendt dygtighed. Uden for København har Ambt navnlig gjort sig fortjent ved anlægget af kloak- og vandværket i Nakskov, det første her i landet, ved hvilket man har anvendt kloakvandet til overrisling. Kloakeringen af Nakskov gjorde denne by til den første danske by med wc-installationer.

## Påvirkning og inspiration
Han udarbejdede gadeplaner under påvirkningen fra tyske planlæggere som Baumeister (formentlig Reinhard Baumeister) og Josef Stübben, hvis ideer igen kan føres tilbage til Haussmanns fornyelse af Paris i årene fra 1853 til 1869.
Ambt videreudviklede det nybarokke planlægningsideal, som Ferdinand Meldahl var den førende eksponent for her i landet, foreskrev, at byen opdeltes af radial- og ringgader. Fra 1890ernes begyndelse optog Ambt de ideer, som østrigeren Camillo Sitte fremlagde i sin bog, Der Städtebau fra 1889. Ambt delte opfattelse af byen med nationalromantiske arkitekter som Martin Nyrop og Hack Kampmann.

## Byplanlægning i Aarhus
Ambt udarbejdede sammen med arkitekt Hack Kampmann i 1898 en ny udgave af arkitekt Oskar Jørgensens byplan fra 1896 for de af Aarhus Kommune nyligt indkøbte jorder syd for byen, de såkaldte Marselisborgjorder. Planen var en revision, der gjorde Jørgensens plan mere majestætisk. Den tilføjede bl.a. Ingerslevs Boulevard, som var opkaldt efter den tidligere indenrigsminister, og af hvem Marselisjorderne blev købt. I dag tilskrives Jørgensen ikke den ære, han måske burde have for planen, der i Ambt og Kampmanns reviderede udgave delvist blev gennemført. Af de karakteristiske træk, der går igen i begge udgaver af planen kan nævnes: Harald Jensens Plads, Joh. Baunes Plads, villaerne ved Dalgas Avenue og Ringgaden.
Æresmedlem af Ingeniørforeningen i Danmark 1915. Han er gengivet på maleriet Industriens Mænd.